# Freetalk
Freetalk is een vrij chatprogramma voor de commandoregel van POSIX-compatibele systemen. De gebruikersinterface is gebaseerd op readline en vult commando's en de namen van contactpersonen automatisch aan. Freetalk maakt gebruik van XMPP om te verbinden met andere gebruikers.